# Danmarks ministerium för monarkins gemensamma inre angelägenheter
Ministeriet för monarkins gemensamma inre angelägenheter (danska: Ministeriet for Monarkiets fælles indre Anliggender) var ett kortlivat danskt ministerium under åren 1855-1858, som ansvarade för samordningen av Helstatens gemensamma angelägenheter.
Efter att lagen om den danska monarkins gemensamma angelägenheter hade trätt i kraft den 2 oktober 1855 (Helstatsförfattningen), blev Ministeriet för monarkins gemensamma inre angelägenheter upprättat – inofficiellt kallat Fællesindenrigsministeriet – genom en kunglig kungörelse den 16 oktober samma år. Ministeriet övertog från Finansministeriet postväsendet, domstolsväsendet i Kongeriget og Koloniernes Centralbestyrelse samt ärenden som rörde det nya organet Riksrådet, från den 1 november 1855 dessutom tullväsendet. Från Inrikesministeriet övertog det nya ministeriet ärenden som rörde Statskassens relation med det kungliga apanaget samt medborgarskap. Den 1 april 1856 blev även det schlesvigska domstolsväsendet överfört till Fællesindenrigsministeriet från Ministeriet for Hertugdømmet Slesvig. De holsteinska och lauenburgska domstolarna förblev under Ministeriet for Hertugdømmerne Holsten og Lauenborg. Slutligen var ministeriet ansvarigt för att utarbeta de lagar som monarkins grundlag krävde, men som inte omfattades av något annat samhällsdepartement.
Under ministeriet upprättades genom en kunglig resolution den 23 oktober 1855 ett sekretariat, som behandlade de saker, som inte föll under direktiven för postväsendet, domstolsväsendet, tullväsendet och kolonialväsendet, samt sådana saker från dessa, som skulle avgöras av ministern eller genom kunglig resolution. Ministeriet upphävdes genom kunglig resolution den 1 augusti 1858, och hela dess verksamhet uppgick i Finansministeriet.

## Ministerlista
- 16 oktober 1855 – 18 oktober 1856: Peter Georg Bang
- 18 oktober 1856 – 26 juli 1858: Iver Johan Unsgaard